# Pépinière viticole en Californie

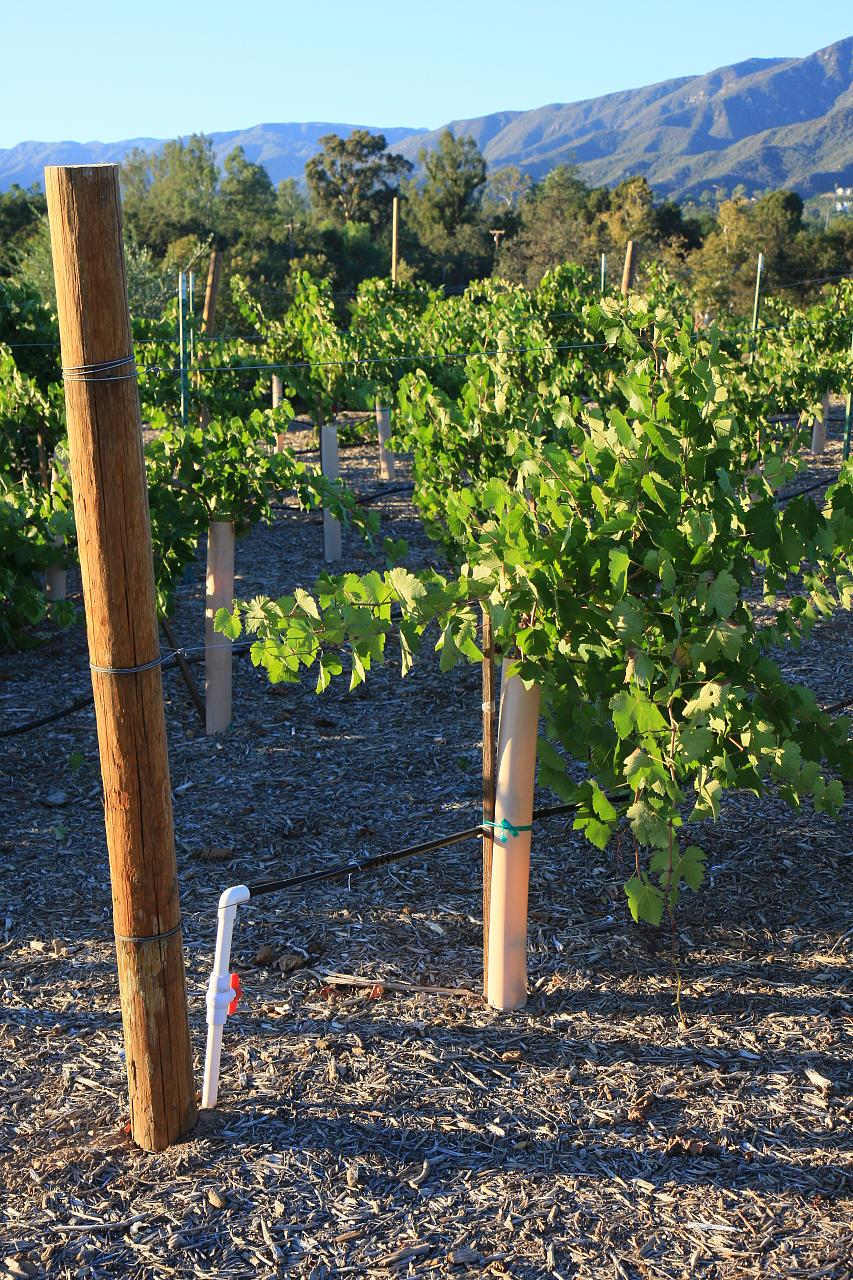
À Ojai, Californie, jeune pied de syrah. Le tube orange autour du cep est censé protéger la greffe de la vigne et l'aider à sa reprise

La pépinière viticole en Californie, qui peut produire annuellement des plants de vigne pour replanter jusqu'à 10 500 hectares (27 000 acres) a été pendant longtemps excédentaire puisque le renouvellement ne se faisait que sur une moyenne de 3 500 hectares (9 000 acres). Elle a dû faire face à une crise sans précédent au cours des années 1990, quand le vignoble californien a subi une attaque massive de phylloxéra mettant en péril les vignes de Napa Valley, de Sonoma Valley et des Carneros. 
En dépit des avertissements donnés dès 1963 par le professeur Denis Boubals, l'ensemble des boutures avaient été greffés sur un porte-greffe très peu résistant, l'Aramon x Rupestris ganzin n l, dit A x RI aux États-Unis. À nouveau appelé en consultation, en 1992, le professeur de l'École nationale supérieure agronomique de Montpellier n'a pu que constater les dégâts qu'il avait prévus et la difficulté qu'il y aurait à reconstituer ce vignoble compte tenu des carences techniques des pépiniéristes viticoles locaux et des réticences américaines à utiliser le matériel végétal certifié venant de l'Europe et de la France en particulier. 

## Sélection de la vigne en Californie

### Sélection clonale, sanitaire et génétique
Un service spécialisé de l'Université Davis, en Californie, dénommé Foundation Plant Material Service (FPMS), est chargé de l'ensemble des travaux de sélection sanitaire des clones. Il assure à la fois la multiplication du matériel végétal pour les besoins de la viticulture et de la recherche, la conservation des clones et le fonctionnement de la quarantaine mise en place pour tout matériel végétal venu de l'étranger et par le fait même soupçonné d'être infecté. La certification de tout matériel clonal dépend du CDFA, département agricole de l'État californien, qui est le seul habilité à étiqueter les différentes catégories.

### Méthodes de sélection et leur coût

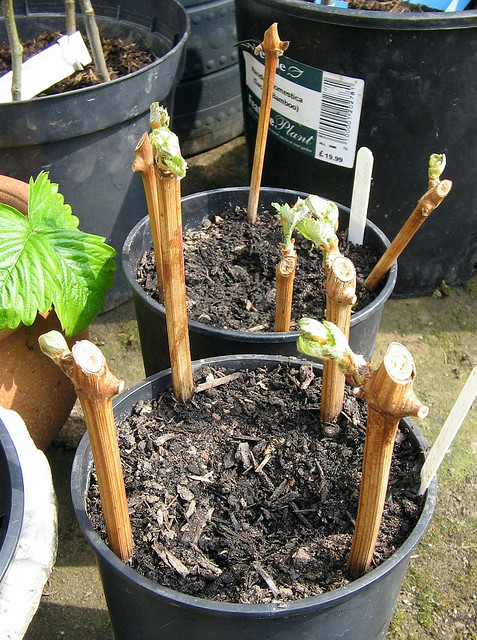
Boutures de régent et de rondo

La sélection, essentiellement sanitaire, ignore les tests entre différents clones pour déterminer leur potentiel spécifique, même si des essais comparatifs sont mis en place depuis peu. Les maladies d'origine virale sont dépistées par indexage. Ce test fait, les plants sélectionnés sont mis en collection et suivis visuellement. Si une virose est détectée, elle est traitée par thermothérapie pendant deux mois. Dans la dernière décennie du XXe siècle, il y avait 186 variétés sélectionnées dans l'État de Californie.
Chaque test pour un clone est facturé 500 $ mais le coût s'élève à 3 000 $ s'il a dû être traité. Si un viticulteur désire faire tester un clone qui lui sera personnellement réservé le surcoût lui sera facturé 3 000 $. Ce matériel initial est uniquement réservé à des viticulteurs et à des pépiniéristes de Californie inscrits comme multiplicateurs. Dans une période normale, ce système satisfait à la loi de l'offre et de la demande et permet de fournir correctement la viticulture californienne. Mais face à une période de crise, comme celle du phylloxéra, la FPMS a dû procéder en urgence à des multiplications en vert.

### Mise en quarantaine du matériel végétal étranger

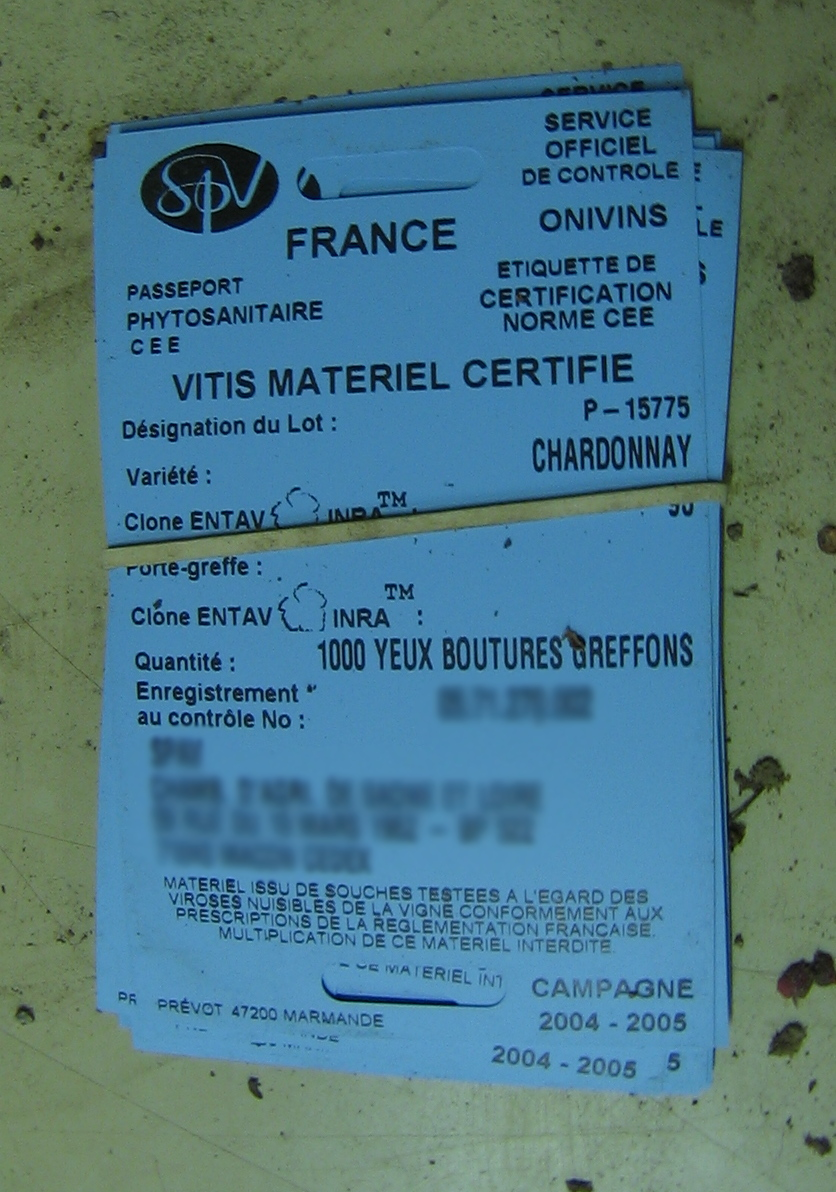
Étiquette de greffon certifié d'origine française

Exporter aux États-Unis du matériel végétal venu d'Europe, par exemple, relève du parcours du combattant. Les boutures de vigne, même certifiées, sont considérées comme potentiellement porteuses de maladies ou de parasites. Elles doivent subir deux quarantaines. La première, dite quarantaine primaire, dure trois mois minimum. Le temps de faire subir aux boutures des traitements bactéricides, fongicides et insecticides. Une quarantaine secondaire suit, elle va s'étaler sur deux à cinq ans. Les boutures sont mises en serre pour dépister d'éventuels virus les ayant infectées. À l'issue de cette période, le matériel végétal est soit multiplié soit détruit. 
Les scientifiques de l'Université Davis, conscients de l'aberration d'un tel système de contrôle et du coût important (3 000 $) pour accepter sur le sol américain des plants certifiés, ont voulu, à leur niveau, tenter d'accélérer l'importation pour faire face à la crise phylloxérique en ouvrant leur propre laboratoire d'analyse et de tests.

## Production des bois et plants de vigne en Californie

### Besoin de la viticulture locale
La présence du phylloxéra dans son pays d'origine n'avait jusqu'alors posé que peu de problèmes. Des régions viticoles entières, comme celle de Central Valley, n'étaient pas touchées et leur vignoble était constitué de plants racinés de vitis vinifera. Le porte-greffe n'était obligatoire que dans deux cas de figure. Le premier pour éviter les attaques occasionnelles mais importantes des nématodes phytophages comme dans la région de Fresno, le second cas concernant le phylloxéra lui-même quand il était présent et actif comme dans Napa Valley et Sonoma Valley. 
Dans ces régions le choix incongru du porte-greffe Aramon x rupestris Ganzin 1 a déclenché une attaque phylloxérique d'une telle importance qu'il a contraint à arracher et à replanter de façon massive et accélérée. Ces interventions ont concerné 60 % des plants racinés greffés et 40 % des greffés soudés. Ce furent 20 000 hectares qui durent être reconstitués dont 65 % en cépages rouges.

### Techniques de production
Pour faire face à la demande la viticulture californienne n'eut à sa disposition qu'une quarantaine de pépiniéristes viticoles dont seule une quinzaine pratiquait la mise en marché. De plus, les techniques qu'ils utilisaient différaient quelque peu des pratiques européennes. 

#### Racinés

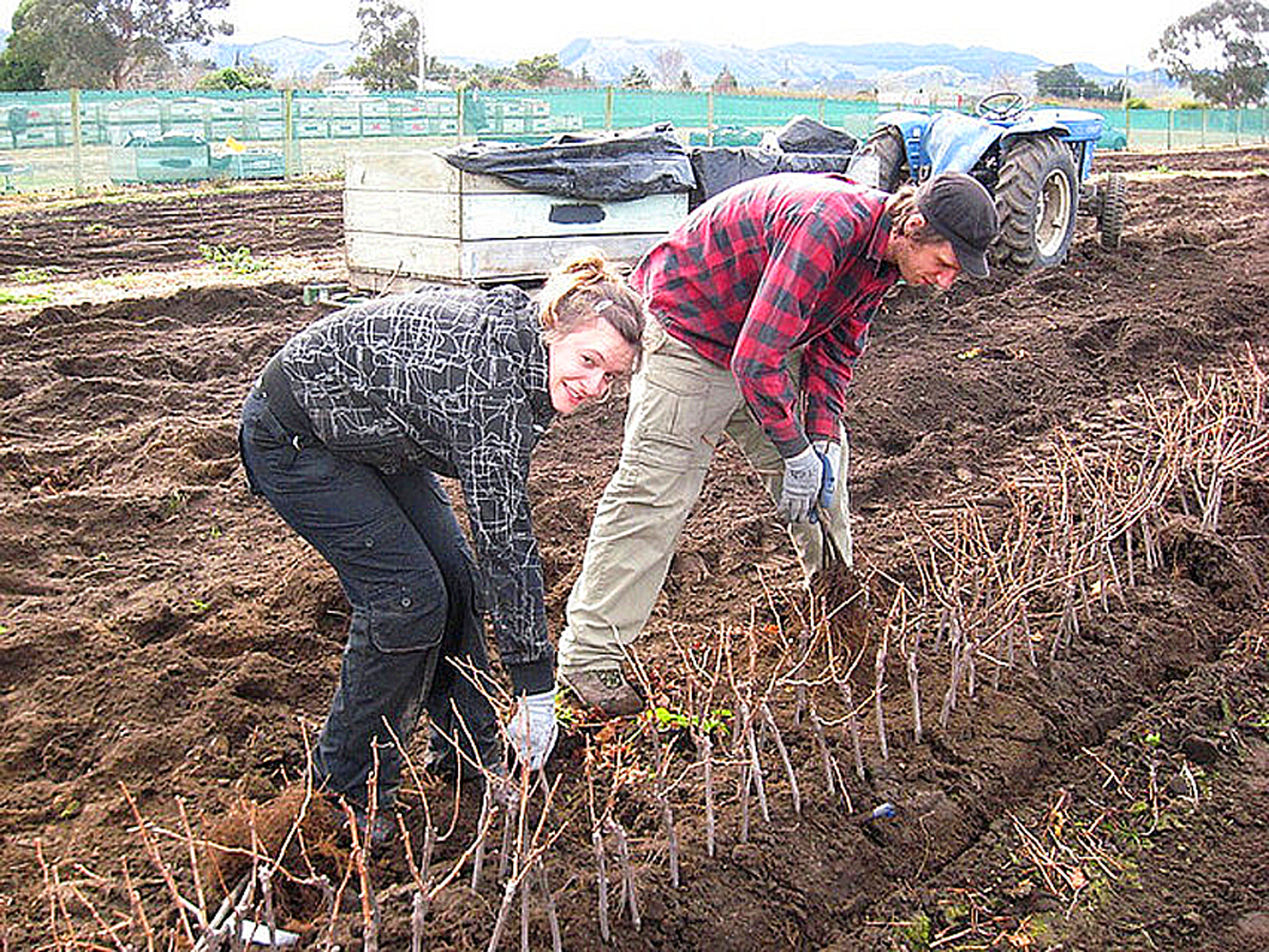
Pépiniéristes viticoles aux USA

La technique du débitage au mètre reste identique ainsi que le contrôle sanitaire, réalisé au département d'État de Sacramento, pour détecter la présence de nématodes meloïdogynae ou xiphinema americanum. Traditionnels restent aussi le greffage réalisé en fin d'été, à œil dormant au niveau du sol, le bottage de la greffe avant l'hiver et le décapitage de la pousse racinée au printemps suivant. Mais comme les greffons proviennent directement de vignes mères de multiplication ou de parcelles non contrôlées sanitairement, il y a un risque de diffusion de maladies virales, dont le court-noué et l'enroulement, cette dernière virose étant assez répandue. 
C'est ce qu'ont pu faire remarquer aux scientifiques de l'Université Davis les spécialistes de l'ENSAM et de l'ENTAV en préconisant « l'utilisation plus systématique de greffés-soudés certifiés permettant d'assurer des replantations avec de meilleures garanties sanitaires ».

#### Greffés-soudés

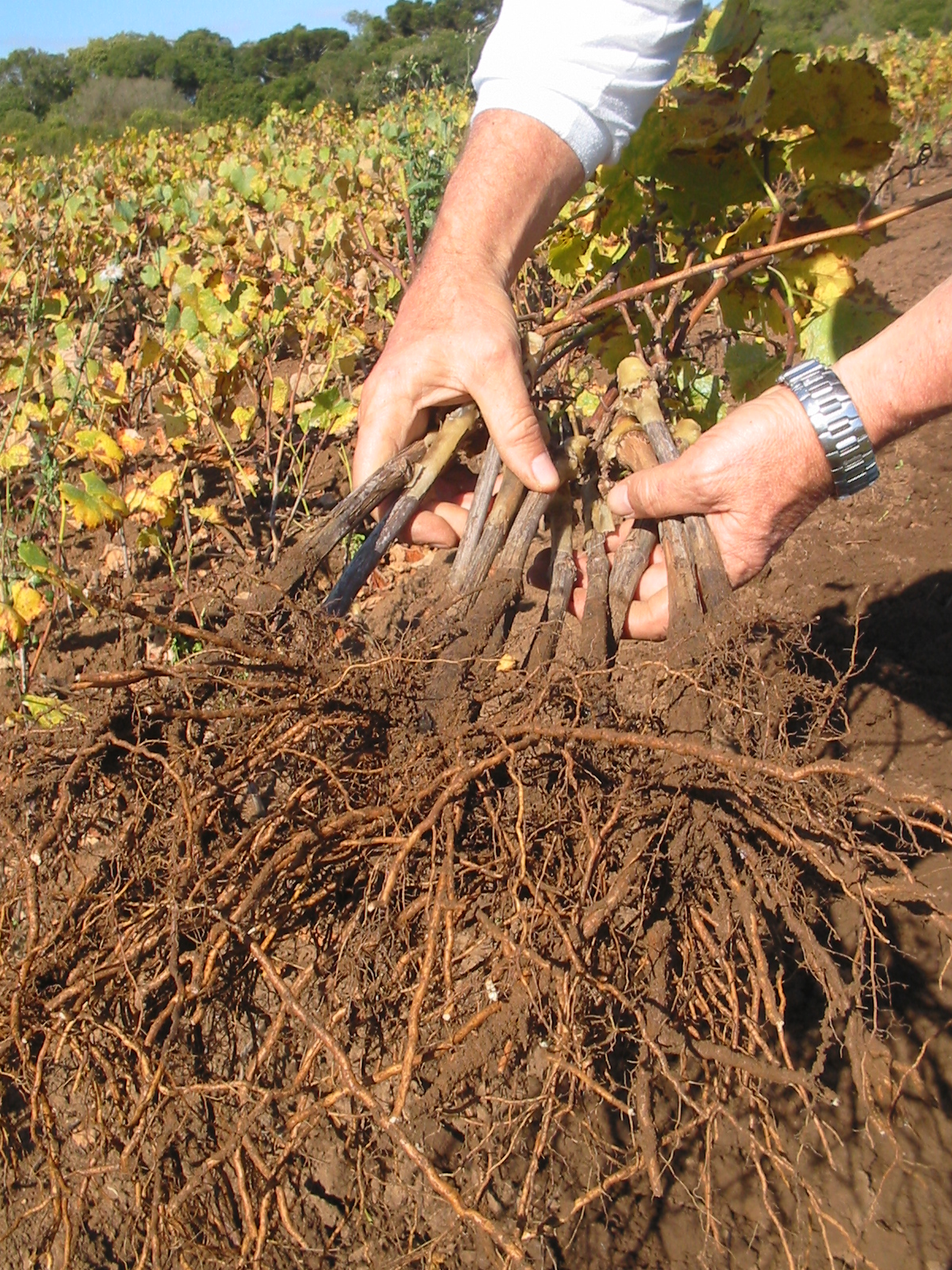
Plants de vigne greffés-soudés, après un an de pépinière

Mais fort peu d'entreprises californiennes maîtrisent cette technique et la production de ce type de plants. À titre d'exemple, les boutures à greffer, après débitage, sont toujours soumises à une préstratification avant greffage. Si cette méthode semble améliorer la soudure, elle le fait au détriment des réserves, pénalisant la reprise du plant. De plus le système de production lui-même reste lourd et coûteux (boutures stratifiées sous tunnel chauffé, élevage sous serres chauffées, passage en pépinières plein champ) pour des résultats à la reprise qui ne sont pas supérieurs à la méthode française et européenne. 
Face à la crise phylloxérique, l'arrivée sur le marché d'un nombre croissant de nouveaux pépiniéristes a contribué à une offre largement excédentaire en racinés pouvant couvrir 10 500 hectares en un an alors que le rythme de replantation ne dépasse pas 3 500 ha/an. Cette situation de surproduction a cantonné les prix à 1,5 $ pour les racinés et 2,5 $ pour les greffés-soudés. 
Ce déséquilibre et le manque de technicité de la pépinière viticole californienne auraient pu être surmontés si du matériel végétal européen avait pu être introduit. Mais le système des quarantaines, une faible production de greffés-soudés, la crainte injustifiée de voir arriver des plants certifiés virosés ou parasités, et surtout un protectionnisme inavoué mais réel ont bloqué toute initiative en ce sens.